# Nissan Cedric
Nissan Cedric (яп. 日産・セドリック, Ниссан Седрик) — автомобиль бизнес-класса, который производился компанией Nissan с 1960 по 2004 годы. Седрик разрабатывался для комфортных поездок, конкурируя с Prince Skyline и Gloria, которые впоследствии были объединены в одну марку. Через несколько лет Nissan Skyline стал позиционироваться как спортивный седан/купе, в то время как Nissan Gloria стала спортивным вариантом Седрика (с одинаковым стилем, но отличными решеткой радиатора, а также передними и задними фарами).
В Японии серия Седрик/Глория нежно называлась Cedglo, и производилась вплоть до октября 2004 года, после чего была заменена Nissan Fuga. Название Cedric используется до сих пор для машин с кузовом Y31 (начиная с 2005 года). Автомобиль традиционно использовался в качестве такси, конкурируя с Toyota Comfort, которая до сих пор находится в производстве. На протяжении многих поколений основным конкурентом Седрика считается Toyota Crown. Фигурка на радиаторе была вдохновлена узором из ромбов, используемым Линкольном, но была изменена.

## Первое поколение
Первое поколение Cedric выпускалось как «30» серия с марта 1960 года по 1962 год. Серия была доступна только через японскую дилерскую сеть Nissan Bluebird Store. Это была первая модель названная как Nissan, но имевшая общие элементы с автомобилями Datsun, строившимися на тот момент.
Были доступны следующие варианты: Cedric 1500 DeLuxe и Standard (30), Cedric 1900 Deluxe (D30, с 1,9-литровым двигателем Nissan H), Cedric 1900 Custom (G30, также с двигателем Nissan H), Cedric Van (V30, шести-местный) и Cedric Wagon (WP30, восьми-местный). Только Cedric Standard использовал 1,5-литровый (1488 куб.см) двигатель Nissan G мощностью 70 л. с. (52 кВт). 1,9-литровый (1883 куб.см) двигатель Nissan H мощностью 87 л. с. (65 кВт) устанавливался опционально. В стандарте ставилась четырёх-ступенчатая механическая коробка передач, трёх-ступенчатая механическая коробка устанавливалась на 1900 версии. Дизельные двигатели поставлялись Nissan Diesel Motor Co., Ltd.
Cedric сменил Austin A50, строившийся Nissan по лицензии английской Austin Motor Company, и называвшийся Nissan Austin. Шести-местный Cedric был первым автомобилем Nissan в кузове монокок и панорамным лобовым стеклом. Он получил по две сдвоенных фары по обе стороны от большой решетки (вдохновленный от пригородных японских поездов конца 1950-х, Tobu JNR 151), задние фары были аналогичны фонарям Nissan Bluebird 312. В апреле 1962 года появился восьми-местный универсал.

### 31 серия
«31» серия выпускалась с 1962 по 1965 годы. К существующим вариантам были добавлены Cedric 1900 Standard (G31S) и 2,0-литровый четырёх-цилиндровый дизель SD20 (QGS31) с июня 1964 года. Также новой стала трёх-ступенчатая автоматическая трансмиссия, взятая от Borg Warner, и доступная с июля 1964 года. Новые передние горизонтально расположенные фары делали автомобиль похожим на 1956 Rambler и увеличили длину автомобиля на 18 см. В 1965 году штампованная клапанная крышка была заменена на сплавную (аналогичную CSP311 Silvia). Задние фонари были небольшими и напоминали фонари от MG Cars. Все автомобили оснащались белым флиппером на колесах. Cedric был снова доработан в 1964 году, получив новую приборную панель, генератор переменного тока и новый стартер. Cedric 1500 Standard, появившийся в октябре 1962 года, перестал выпускаться после 1964 года. Последним изменением была новая решетка для автомобилей 1965 модельного года.

### Cedric Special 50
Cedric Special выпускался между 1963 и 1965 годами как конкурент Toyota Crown S40, Isuzu Bellel, Mitsubishi Debonair и Prince Gloria S40. Производство началось во время Летней Олимпиады 1964 года, проходившей в Токио в октябре 1964 года.
Это была длинно-базная версия H31 серии Cedric Custom, удлиненная на 145 мм, оснащавшаяся 118-сильным (88 кВт) 2,8-литровым рядными шести-цилиндровым двигателем K-серии (двигатель H с двумя дополнительными цилиндрами). Решетка отличается от устанавливаемой на 31 серии; имеется шильдик «Cedric Special» и эмблема Cedric Star; боковые шильдики «Cedric» и «Special». На крышке багажника с левой стороны имелся шильдик «2800», на правой стороне — «Cedric Special». Конструкция переднего бампера также отличалась, с поднятой центральной частью над номерным знаком. Из-за большого двигателя, устанавливаемого на эту серию, у японских покупателей ежегодный налог был более высокий.

Интерьер был немного более богатым, по сравнению с моделью Custom. Единственный компонент, который идентичен Custom, были задние фонари. Mark I Special был выпущен в 1963 году, и был заменен на Mark II в 1964 году. Mark II был в основном таким же, за исключением обновленной приборной панели, нового дизайна решетки и прямоугольных отражателей под задними фонарями (заменили круглые отражатели, используемые на Mark I). Начиная с Mark II, стала доступна автоматическая коробка передач Borg-Warner 35. Mark II выпускался в 1963 и 1964 годах, и был заменен на Mark III Special в 1964 году. На Mark III появилась новая решетка и задние фонари от 31 серии Cedric (1965). Mark III Cedric Special был сменен на Nissan President в 1965 году.

## Второе поколение
P130 Cedric выпускался с 1965 по 1971 годы в стильном кузове дизайна Pininfarina с несколькими новыми вариантами двигателей на полностью новой платформе. Первый двигатель Nissan с одним верхним распредвалом, L20, появился на Cedric этого поколения. Это также был первый Cedric, доступна с дизельным вариантом. Внешний вид был модернизирован под влиянием других японских представительских седанов этого периода, таких как Toyota Crown 1962 года и Mitsubishi Debonair 1964 года, однако, его внешний вид не был похож на флагманский представительский седан Nissan President.
В августе 1966 года, компании Nissan и Prince Motor слились. Начиная с 1967 года Cedric продавался на различные экспортные рынки, как Datsun 2000/2300/2400, а не «Nissan Cedric».
В этом поколении были доступны три кузова: четырёхдверный седан, пятидверный универсал (Wagon Six, WP130, WH130) и пятидверный фургон (Van Six, Van Deluxe Six, VP130, VH130).
Предлагаемые комплектации включали 130 (Standard), 130S, Deluxe Six (P130), Custom Six (P130D, H130V), Standard (Personal Six, P130S, G130S), Personal Deluxe Six (G130Q, H130Q), Standard Diesel (Diesel, Q130) и Special Six (Super Six, H130, G130, G130V, Super Six). В 1967 году насчитывалось 68 вариантов Cedric.
Уникальный для этого поколения полицейский автомобиль с двигателем Y40 конфигурации V8, это был единственный раз, когда Nissan установил двигатель V8 в Cedric. Это поколение Cedric было доступно в версиях, уже не рассматриваемых как компактный седан по японским законам, так как объём двигателя превышает два литра.
| Модели                                                     | Годы выпуска | Двигатель              | Объём            | Мощность           |
| ---------------------------------------------------------- | ------------ | ---------------------- | ---------------- | ------------------ |
| 4 Cylinder / Standard                                      | 1966—1971    | H20 (OHV I4)           | 2,0 л (1983 см³) | 99 л. с. (74 кВт)  |
| Deluxe, P130D Custom, P130S Personal Six, WP130 Wagon, Van | 1966—1968    | J20 (OHV I6)           | 2,0 л (1973 см³) | 109 л. с. (81 кВт) |
| H130 Special Six, H130 Super Six                           | 1966—1968    | L20 (OHC twin-carb I6) | 2,0 л (1998 см³) | 123 л. с. (92 кВт) |
| 1969 G130S Special Six, 1969 G130V Super Six               | 1969         | L23 (OHC I6)           | 2,3 л (2263 см³) | 123 л. с. (92 кВт) |
| H130V Custom, H130Q Personal Deluxe Six, WH130 Wagon, Van  | 1970—1971    | L20 (OHC I6)           | 2,0 л (1998 см³) | 112 л. с. (84 кВт) |
| G130Q Personal Deluxe, G130 Special Six, G130 Super Six    | 1970—1971    | L24 (OHC I6)           | 2,4 л (2393 см³) | 130 л. с. (97 кВт) |
| Diesel                                                     | 1965—1971    | SD20 (OHV Diesel I4)   | 2,2 л (1991 см³) | 70 л. с. (51 кВт)  |

## Третье поколение
230 серия появилась в 1971 году и выпускалась до 1975 года. Cedric в это время выпускался на заводе в Тогити. Конфигурация подвески осталась такой же, как и на втором поколении. Передние дисковые тормоза появились в списке стандартного оснащения для некоторых версий. Название Cedric исчезло на большинстве экспортных рынков, где автомобиль стал называется Datsun 200C, 220C, 240C или 260C. На многих европейских рынках этот автомобиль был доступен только с дизельным двигателем, предназначенный для работы в такси.
230 серия предлагался в кузовах четырёхдверного седана и универсал, а также только появившимся двухдверном купе. Кузов купе появился после появления в 1970 году Toyota Crown в кузове хардтоп купе.
В августе 1972 года появился также четырёхдверный кузов хардтоп седан без центральной стойки между окнами передней и задней дверей. С этим поколением пришел новый стиль, названный «бутылка Коки», которые начал выходить в 1960-х и 1970-х годах на международный уровень. 2,4-литровый двигатель был заменен на 2,6-литровый вариант, что позволили сделать новые правила, принятыми в апреле 1973 года. Автомобили с установленной новой технологией контроля выбросов, в том числе модели впрыском топлива, имели шильдик NAPS на крышке багажника. В Южной Африке, автомобиль продавался как Datsun 260C со 130-сильным (96 кВт) двигателем L26; мощность этого двигателя была повышена до 150 сил (110 кВт) в конце 1975 года, когда автомобиль был переименован в Datsun 300C.
Комплектации включали: 2600 GL, 2600 Custom Deluxe и Deluxe.
| Двигатель     | Объём            | Мощность            | Макс. скорость | Примечания                                                        |
| ------------- | ---------------- | ------------------- | -------------- | ----------------------------------------------------------------- |
| H20 (OHV I4)  | 2,0 л (1982 см³) | 92 л. с. (68 кВт)   | 140 км/ч       |                                                                   |
| L20A (OHC I6) | 2,0 л (1998 см³) | 115 л. с. (85 кВт)  | 165 км/ч       | двух-карбюраторная (SU) версия (GX): 125 л. с. (92 кВт), 170 км/ч |
| L24 (OHC I6)  | 2,4 л (2393 см³) |                     |                | 1971—1972                                                         |
| L26 (OHC I6)  | 2,6 л (2565 см³) | 140 л. с. (103 кВт) |                | 1972—1975                                                         |
| SD20 (OHV I4) | 2,0 л (1991 см³) |                     |                | дизель                                                            |
| SD22 (OHV I4) | 2,2 л (2164 см³) | 70 л. с. (51 кВт)   | 125 км/ч       | разгон до 100 км/ч за 28 секунд                                   |

## Четвёртое поколение
330 серия Cedric выпускалась с 1976 по 1979 годы. На внутреннем японском рынке автомобиль продавался как Gloria, на экспорт он продавался как 200C, 220C, 260C и 280C (после 1978 года).
Дизельная версия продолжала выпускаться для использования в такси. С этой же целью появилась версия с четырёх-цилиндровым бензиновым двигателем «H20», который работал на сжиженном газе. В двигатели были внесены дополнительные изменения, согласно правилам контроля выбросов. Доступные комплектации включали версии Deluxe, Custom Deluxe, GL, GL-E, SGL, SGL-E, 2800SGL и 2800SGL-E. Как и 230, 330 серия была доступна в кузовах седан, универсал, купе, и редкий хардтоп седан без центральной стойки. В июне 1976 года на автомобиле появилась галогенная головная оптика. В октябре 1977 года с конвейера сошел миллионный автомобиль модели Cedric.
| Двигатель     | Объём            | Примечания |
| ------------- | ---------------- | ---------- |
| H20 (OHV I4)  | 2,0 л (1982 см³) |            |
| L20A (OHC I6) | 2,0 л (1998 см³) |            |
| L24 (OHC I6)  | 2,4 л (2393 см³) |            |
| L26 (OHC I6)  | 2,6 л (2565 см³) | 1976—1978  |
| L28 (OHC I6)  | 2,8 л (2753 см³) | 1978—1979  |
| SD20 (OHV I4) | 2,0 л (1991 см³) | дизель     |
| SD22 (OHV I4) | 2,2 л (2164 см³) | дизель     |

## Пятое поколение
430 серия выпускалась с 1979 по 1983 годы. Основная гамма двигателей перешли из предыдущего поколения. Большинство экспортных рынков получили 2,8-литровый шести-цилиндровый L28 либо новый LD28 дизельный вариант, а автомобиль назывался Datsun 280C. Для использования в качестве такси в Сингапуре и Гонконге устанавливался 2,2-литровый дизельный двигатель, эта модель называлась 220C. Двигатель получил систему впрыска топлива в 1982 году. Дизайн разрабатывался в сотрудничестве с ателье Pininfarina. Это было первое поколение Седрика с дисковыми тормозами на всех четырёх колесах, хотя барабаны по-прежнему устанавливались на самых дешевых вариантах.
2,0-литровый турбомотор L20ET впервые появился на Седрике (а также на Глории) в декабре 1979 года, в первую очередь, для японского рынка. Для получения официального утверждения этого двигателя, Nissan акцентировал внимание на сохранение мощности двигателя с турбонаддувом. Другой атмосферный двигатель, также впервые для Японии, 280E, получил электронный впрыск топлива и систему управления двигателем ECCS. Все эти нововведения помогли 430 серии Седрик/Глория стать автомобилем года в Японии в 1979 году. Комплектация SGL-F стала доступна с турбомотором с апреля 1981 года.
Дизельный двигатель, появившийся ещё при предыдущем поколении, был дополнен 2,8-литровым шестицилиндровым дизелем, впервые для японского рынка. LD28 появился в январе 1980 года, несколько позже, чем бензиновые версии, и оставался в производстве до сентября 1985 года. Этот двигатель выделялся среди дизелей того времени, и имел значительную долю сторонников среди покупателей. Для использования в такси остались доступны менее объёмные 2- и 2,2-литровые четырёх-цилиндровые двигатели SD-серии. Перечисленные ниже модели получили по четыре круглые фары.
Двухдверное купе перестало быть доступно, и было сменено представительским спортивным купе Nissan Leopard, строившимся на базе Skyline.
430 серия Седрика собиралась и продавалась в Тайване как Yue Loong Cedric 2.0 и 2.4. Сначала модель имела кодовое название 806, позже, после незначительного фейслифтинга оно сменилось на 807.
Это был последний Седрик, продававшийся на большинстве европейских рынках, более компактный (но вместительный) Laurel появился там с тем же дизельным двигателем и подходил под европейские потребности намного лучше.

## Шестое поколение
Y30 продавался с 1984 по 1987 годы. На модели 300C этого поколения устанавливался 3,0-литровый (2960 куб.см) двигатель VG30E конфигурации V6. Дизельный двигатель использовался для такси в Японии, Сингапуре и Гонконге. В Тайване Y30 продавался как Yue Loong Cedric 811 с 2-литровой четвёркой, либо как Cedric 830 с 3-литровой шестёркой VG30. Уровень комфорта, удобства и технологии шасси были колоссальны по отношению к другим автомобилям, доступным в то время, и для покупателя было доступно, практически, бесконечное число вариантов.
Это поколение получило двигатели V6 серии VG, вдохновленные дизайном двигателей Alfa Romeo, благодаря партнерству Nissan и Alfa Romeo во время выпуска автомобиля Alfa Romeo Arna. Седрик был доступен в трёх вариантах кузова: четырёхдверный хардтоп, четырёхдверный седан и универсал. Варианты отделки салона были многочисленны. Максимальная комплектация в кузове хардтоп называлась V30 Turbo Brougham VIP, за ней следовали V30Turbo/V30E Brougham, V20 Turbo Brougham, V20 Turbo/V20E/28D-6 SGL, V20E/28D-6 GL, V20 Turbo Urban X и V20 Turbo Urban. Существовала модель с турбированным двигателем, обеспечивавшим лучшую экономию топлива и экологичность автомобиля.
Седан был направлен на конкуренцию с немецкими представительскими автомобилями Mercedes S-класса и BMW 7-серии. Автомобиль получил салонные ковры, тканевую обивку, регулируемые передние сиденья, регулируемое рулевое колесо, гидроусилитель руля, кондиционер, тонированные стёкла, LW/MW/FM стерео/кассетный проигрыватель и 3,0-литровый V6 двигатель V30. Седан имеет независимую переднюю подвеску, как и универсал, но отличается от последнего пятирычажной подвеской, влияющей на качество езды, «Super Sonic Suspension» была также доступна на кузовах хардтоп и седан в максимальной комплектации с возможностью переключения режимов с «автоматического» на «жесткий» (Automatic/Hard). С пятиступенчатой механической коробкой передач и двигателем V6 седан имел максимальную скорость 190 км/ч, разгон до 100 км/ч занимал 8,4 секунды. Кузов седан имел комплектации V30 Turbo Brougham VIP, V30 Turbo/V30E Brougham, V20 Turbo Brougham, V20 Turbo/V20E/28D-6 SGL, V20E Custom Deluxe, Deluxe/28D-6 Deluxe и Standard.
Модель универсал продолжала производиться и после появления следующих поколений Y31, Y32 и Y33, до августа 1999 года. Комплектации для кузова универсал включали топовую V20E SGL, а также V20E/28D-6 GL и V20E Deluxe. Универсалы в основном предлагались с 115-сильным (85 кВт) бензиновым двигателем VG20E и 94-сильным (69 кВт) дизельным двигателем RD28 (до марта 1994 года).

## Седьмое поколение
Для частного использования, поколение Y31 выпускалось с конца 1987 по 1991 годы, и было доступно в кузовах седан или хардтоп. Это поколение стало одной из самых популярных серий Nissan, особенно в период до Японского финансового пузыря, до середины 1991 года. Стиль этого поколения был более округлым, и дополнительное внимание было уделено опциональным функциям. Комплектации были похожими на те, что были в предыдущем поколении, с некоторыми изменениями. Хардтоп в максимальной комплектации получивший называние V30 Turbo Brougham VIP, присоединился к комплектациям V30E Brougham VIP, V30 Brougham, V20 Twincam Turbo Brougham, RD28 Brougham, Classic SV (с двигателями V20E или RD28), Classic (с двигателями V20E или RD28), V20 Twincam Turbo Grandturismo SV, V20 Twincam Turbo Granturismo, заканчивая V20E Granturismo. Спортивная версия GranTurismo получила короткие бампера и обвесы, а также 2,0-литровый двигатель VG20DET, сменив предыдущее поколение SGL, GL, а модель Classic сменила Urban.
Седан поколения Y31 получил легкий фейслифтинг в момент запуска хардтопа Y32 и выпускался до 2014 года для работы в японских автопарках такси. Комплектации для кузова седан включали V30 Turbo Brougham VIP, V30E Brougham VIP, V30E Brougham, V20 Twincam Turbo Brougham, RD28 Brougham, Classic SV (с двигателями V20E или RD28), Classic (с двигателями V20E или RD28), с базовой моделью Supercustom (с двигателями V20E или RD28). Был также ограниченный выпуск длиннобазной модели, построенной Autech.
Как и прежде, список опций был широк. Новыми стали TV-тюнер с CD-плеером от Sony в сочетании с динамиками JBL, увлажнитель воздуха для пассажиров на заднем ряду, и новая регулируемая пневматическая подвеска. По-прежнему оставался доступен сотовый телефон, получивший громкую связь, набор номера телефона осуществлялся с помощью интегрированной кнопочной панели на ступице рулевого колеса, телефонная трубка расположилась внутри отсека переднего подлокотника. В июне 1989 года Ниссан Седрик с двигателем VG20DET получил 5-ступенчатую автоматическую коробку передач с полностью электронным управлением. В это же время, мотор получил интеркулер, и как следствие, прирост мощности с 185 до 210 л. с. (с 136 до 154 кВт).
Кузов универсал предыдущего Седрика Y30 оставался в производстве некоторое время совместно с седаном Y31 и хардтопом Y32/Y33. Выпуск этого кузова окончился а августе 1999 года, уступив Nissan Presage, строившемуся на базе Седрика.
В 1991 году была выпущена версия седана для использования в автопарках. Модели седана Y31 для такси выпускались до 2014 года.
| Двигатель | Объём | Годы                                          | Примечания                                 |
| --------- | ----- | --------------------------------------------- | ------------------------------------------ |
| VG20E     | 2,0 л | VG20P LPG до июля 2007 года                   |                                            |
| VG20DET   | 2,0 л |                                               | турбо                                      |
| VG30E     | 3,0 л |                                               |                                            |
| VG30DE    | 3,0 л |                                               | DOHC                                       |
| VG30DET   | 3,0 л |                                               | турбо                                      |
| RB20P     | 2,0 л | до июня 2002 года                             | 6-цилиндровый LPG                          |
| CA20P     | 2,0 л | 1987 — июнь 1991                              | 4-цилиндровый LPG                          |
| NA20P/PE  | 2,0 л | с июня 1991 года, NA20PE с сентября 2010 года | 4-цилиндровый LPG                          |
| TD25      | 2,5 л |                                               | 4-цилиндровый дизель (только Азия)         |
| TD27      | 2,7 л | до 2000 года                                  | 4-цилиндровый дизель (только Азия)         |
| RD28      | 2,8 л | до августа 1999 года                          | дизель, 94 л. с. (69 кВт) при 4800 об/мин  |
| RD28E     | 2,8 л | август 1999 — июнь 2002                       | дизель, 100 л. с. (74 кВт) при 4800 об/мин |

## Восьмое поколение
Серия Y32 производилась с 1991 по 1994 годы. В этом поколении был доступен только четырёхдверный кузов хардтоп для частных покупателей. Седан предыдущего поколения продолжал выпускаться наряду с Y32, и предназначался для работы в такси. Седрик на рынке был подходящим для зрелого поколения, в отличие от Nissan Gloria, ориентированного на молодых покупателей. Эта модель имеет много общих деталей с недавно появившейся Cedric Cima, показавшей успешные продажи.
Двигатели были SOHC и DOHC, серии VG конфигурации V6, и дизельные объёмом 2,8 литра тоже. Четырех-цилиндровый двигатель так и не появился на Y32. Спортивный характер был подчеркнут четырьмя круглыми фарами, которые придавали автомобилю аналогичный вид седана BMW 7-й серии, продававшегося в то время. Также остались только автоматические коробки переключения передач. В салоне кнопки стеклоподъёмников освещались в ночное время, стояночный тормоз был перемещен на педаль рядом с педалью тормоза. Внутреннее освещение срабатывает при открывании любой двери, в комплектацию входят также коротковолновый радио-тюнер и стерео-система.
В сентябре 1994 года и в январе следующего года, появились версии Granturismo и Brougham с меньшими, двух-литровыми, но шести-цилиндровыми двигателями. Производство закончилось в августе 1995 года после появления в июне следующего Y33 Cedric. Седан Y31 оставался в производстве для работы в такси.
| Двигатель | Объём | Мощность                            |
| --------- | ----- | ----------------------------------- |
| VG20E     | 2,0 л | 125 л. с. (92 кВт) при 6000 об/мин  |
| VG30E     | 3,0 л | 160 л. с. (118 кВт) при 5200 об/мин |
| VG30DE    | 3,0 л | 200 л. с. (147 кВт) при 6000 об/мин |
| VG30DET   | 3,0 л | 255 л. с. (188 кВт) при 6000 об/мин |
| RD28      | 2,8 л | 100 л. с. (74 кВт) при 4800 об/мин  |

## Девятое поколение
Седрик в кузове Y33 выпускался с июня 1995 по июнь 1999 года. Двигатель серии VG был сменен недавно разработанными двигателями серии VQ. Система полного привода, ATTESA E-TS, которая также была доступна на Skyline, Laurel и Stagea, появилась в списке опций и для Седрика. Одним из основных преимуществ новых двигателей стали алюминиевые блок и головка блока, что способствовала уменьшению массы двигателя. Это поколение Седрика также выпускалось с левым рулём для экспорта в страны Ближнего Востока. Экспортные версии получили двигатель VG30E, мощностью от 130 до 143 л. с. (96-105 кВт) в зависимости от октанового числа.
| Двигатель | Объём |
| --------- | ----- |
| VQ20DE    | 2,0 л |
| VQ25DE    | 2,5 л |
| VG30E     | 3,0 л |
| VQ30DE    | 3,0 л |
| VQ30DET   | 3,0 л |
| RD28      | 2,8 л |

## Десятое поколение
Последнее поколение, в кузове Y34, выпускалось с июня 1999 по октябрь 2004 года.
Линейка включала модели: 250L и LV (атмосферный 2,5-литровый V6), 300LV (атмосферный 3-литровый V6) и 300LX/300VIP (3-литровый турбо V-6), все с задним приводом; кроме того, выпускалась 250L/LV, полноприводная версия с турбированным 2,5-литровым рядным шести-цилиндровым двигателем, который также устанавливался на Skyline.
Система непосредственного впрыска появилась на всех двигателях V6, с целью увеличения мощности и сокращения выбросов, эти двигатели имели дополнительное обозначение «DD». Полный привод был доступен только на автомобилях, с двигателем RB25DET. Тороидальная трансмиссия CVT была доступна с комплектациями 300 VIP-Z и 300 LX-ZS. Автомобили в максимальной комплектации были сопоставимы с параллельной моделью Nissan Cima, которая заняла место Nissan President. Autech выпустила специальную версию к сороковому юбилею Седрик с двигателем VQ30DET. В этом поколении также стала доступна спутниковая управляемая навигация.
В 2001 году произошёл небольшой рестайлинг. Автомобиль сзади и на руле получил другой логотип Nissan, также была слегка изменена отделка салона. А в остальном автомобиль не потерпел больших изменений. 
В октябре 2004 года был собран последний хардтоп Седрик, после чего он был заменен на Nissan Fuga. Седан Седрик выпускался для использования в такси в кузове Y31 до 2014 года.
Стоимость автомобиля на 1999 год составляла от ¥ 3 110 000 (28540 долларов США) за базовую модель 250L, и до ¥ 4 940 000 за максимальную 300VIP.
| Двигатель | Объём |
| --------- | ----- |
| RB25DET   | 2,5 л |
| VQ25DD    | 2,5 л |
| VQ30DD    | 3,0 л |
| VQ30DET   | 3,0 л |

## Nissan Cedric в культуре
Более старые модели Седрика появлялись во многих различных азиатских фильмах и телевизионных драмах, и прежде всего в качестве такси (особенно в Гонконге), а также полицейских машин. В японских фильмах и телешоу, они использовались в качестве гражданских автомобилей, такси, а также полицейских машин; например, Тайтокай (яп. 大都会) и Сейбу Кейсацу (яп. 西部警察); где Седрик был использован в качестве полицейских автомобилей совместно с Лаурелем и Глорией; большинство из них были уничтожены, за исключением 430 моделей Седрика, которые были использованы в качестве полицейских автомобилей в шоу Сейбу Кейсацу (1979—1984). Автомобиль появляется в австралийском фильме Большой обман 1990 года, где был подарен главному герою его родителями. Модель "200C" появилась в культовом советском фильме Москва слезам не верит и советском фильме Потерпевшие претензий не имеют студии Казахфильм также присутствует вариант модели "200C" для японского внутреннего рынка. в .